# Pension i Danmark
Pension i Danmark er baseret på et pensionssystem som er opdelt i tre elementer, kaldet søjler:
- Første søjle er den generelle, lovbestemte, skattefinansierede og basale pension, Folkepensionen
- Anden søjle er supplerende arbejdsmarkedspensionsordninger, der er baseret på individuel opsparing efter bestemmelser i kollektive overenskomster mellem lønmodtagernes organisationer og arbejdsgivernes organisationer eller enkeltvirksomheder
- Tredje søjle er supplerende individuelle pensionsordninger

Arbejdsmarkedets Tillægspension (ATP) kan siges at brede sig over både første og anden søjle, idet den er lovbestemt, men individuel og opsparingsbaseret.

## Folkepensionen
Der er tre grundlæggende betingelser, for at en person kan få dansk pension:
- Personen skal have dansk indfødsret (statsborgerskab)
- Personen skal have fast bopæl i Danmark
- Personen skal have haft fast bopæl i Danmark i mindst 3 år mellem det fyldte 15. og det fyldte 65. år

Der er yderligere betingelser og undtagelser. Pensionen er baseret på et optjeningsprincip, og ret til fuld folkepension er betinget af 40 års fast bopæl i Danmark mellem det fyldte 15. og det fyldte 65. år.
Folkepension kan efter ansøgning udbetales til personer, der er fyldt 65 år, men folkepensionsalderen er dog 67 år for personer, der er født efter 1. januar 1959.
Folkepensionen, der består af grundbeløb og pensionstillæg, er skattepligtig. Grundbeløbet er ens for alle, mens pensionstillæggets størrelse afhænger af, om pensionisten er enlig, gift eller samlevende. 
Både grundbeløb og pensionstillæg er indkomstafhængige og bortfalder helt ved tilstrækkelig høj indkomst: Pensionstillægget reduceres ved en høj (generel) indkomst, grundbeløbet reduceres ved personlig arbejdsindkomst.
Folkepensionister er ud over folkepensionen berettigede til en række supplerende ydelser: Højere boligstøtte, varmehjælp, helbredstillæg og reduceret beskatning af ejerboliger. Siden 2003 er der tillige en supplerende pensionsydelse (den såkaldte ældrecheck).

## Førtidspensionen
Førtidspension kan søges til personer, der af en eller anden grund ikke varigt kan forsørge sig selv. Førtidspension udbetales til personer i alderen 18 til 65 år, enten helbredsmæssige eller sociale årsager. For at kunne få tilkendet helbredsbetinget førtidspension, skal erhvervsevnen varigt være nedsat med mindst halvdelen.
Under stor arbejdsløshed har en række danske kommuner givet førtidspension til en gruppe yngre raske langtidsledige, der ellers kun havde sociale problemer.[kilde mangler] I perioder med arbejdskraftsmangel vil disse personer derfor savnes i arbejdsstyrken.
Tidligere var der forskellige satser for førtidspension, men i 2003 kom en reform, der gav alle  samme ydelse svarende til højeste dagpengesats.
Procedurer og krav til at få førtidspension blev også ændret. 
Nogle førtidspensionister, der før 2003 fik tildelt førtidspension på en af de lavere satser, fandt det uretfærdigt, når de efter reformen blev fastholdt på den nu ophævede sats. I 2005 vedtog regeringen en tillægsydelse for de økonomisk dårligst stillede førtidspensionister. De fik et skattefrit løft på godt 13.000 kr. om året.[kilde mangler]

## Arbejdsmarkedspension
Arbejdsmarkedspensionsordninger er typisk en del af ansættelses forhold – via overenskomst eller ansættelse aftaler – og dækker i dag en meget stor del af det danske arbejdsmarked. For de fleste, der starter på arbejdsmarkedet, vil arbejdsmarkedspensionen formentlig udgøre langt den største del af den samlede pension.
Arbejdsmarkedspensionsordninger er kendetegnet ved, at de ofte har et meget lavere administrationsbidrag end andre pensionsordninger – fordel ved stordrift, standard-produkter, intet krav om udbytte til ejerne – og derfor kan udbetale en forholdsmæssigt større pension.

## Individuel opsparing
I princippet kan personer individuelt spare op til pension af frie, beskattede midler. Mange ser imidlertid en fordel i de skattebegunstigede pensionsordninger, hvor hovedprincippet er, at indkomst lægges til side, og beskatningen heraf udskydes til pensionens udbetaling. Med konstante skattesatser er der for de fleste både en gevinst ved, at det løbende afkast i en pensionsordning er lavt beskattet, og ved at indkomsten er lavere på pensioneringstidspunktet end på opsparingstidspunktet, og skatten derved pga. skattesystemets progression kan være lavere. Denne overvejelse kan dog vise sig at være forkert, hvis fx skattesystemet ændres i retning af en højere beskatning af sådan indkomst, eller hvis et samspil med folkepension, andre sociale ydelser og med egenbetaling gør, at den effektive beskatning af pensionen bliver høj.
Den individuelle pensionsopsparing kan opdeles i
- opsparingsbaserede ordninger, hvor det beløb, der kommer til udbetaling er det individuelt opsparede med tillæg af forrentning, og som derfor typisk ophører efter en vis årrække
- livrenter, hvor et beløb udbetales så længe personen er i live

De opsparingsbaserede ordninger er dels kapitalpension, hvor et beløb kan komme til udbetaling på et enkelt tidspunkt, og dels ratepension, hvor et beløb kommer til udbetaling over en fastlagt periode, typisk 10 år.

## Det danske pensionssystems historie
I 1659 oprettede de sjællandske præster den første danske enkekasse. I 1707 fulgte en enkekasse for hærens officerer og i 1778 en enkekasse for enker efter embedsmænd. 
I 1891 blev den første statslige, trangsbestemte alderdomsunderstøttelse indført. Ved Kanslergade-forliget i 1933 indførtes retsbestemte invalide- og alderspensioner. I 1957 indførtes folkepensionen og i 1964 ATP.
De første arbejdsmarkedspensionsordninger er de tjenestemandspensioner, der blev indført i 1849. I 1870'erne oprettede visse banker og sparekasser pensionsordninger for deres medarbejdere. Den ældste og fortsat fungerende pensionskasse i Danmark er Pensionskassen for Værkstedsfunktionærer i Jernindustrien i Danmark, som blev etableret i 1900. I 1919 kom den første tjenestemandslov, og den indeholdt også et pensionstilsagn. Fra denne tid er også Andels Pension (i dag AP Pension), stiftet 1919, og Pensionsforsikringsanstalten (i dag PFA Pension), stiftet 1917. I 1950'erne blev oprettet en række tværgående ordninger for akademikere og for ansatte i sundhedssektoren. I 1960'erne kom der arbejdsmarkedspensioner for offentligt ansatte LO- og FTF-medlemmer, mens der fra 1989 blev introduceret arbejdsmarkedspensioner for stort set resten af den del af arbejdsmarkedet, der er omfattet af kollektive overenskomster.

## Kritikere af Folkepensionen
Kritikere af Folkepensionsreformen af 1957 som Flemming Juncker har gjort gældende, at de pensionister skal forsørges, og at det medfører et meget stort dræn på statens ressourcer: de store årgange fra 1945-60 årgangene fra det fyldte 67. år skal have penge finansieret af de små årgange fra 1970-80'erne. 
I stedet, sagde Juncker, skulle pensionssystemet være forsikringsbaseret med årlige tvangsindbetalinger på spærrede, individuelle konti og med en fondsbestyrer, som kan fyres af bestyrelsen ved utilfredsstillende udbytte. Modellen tilgodeser kapitalistiske formue-forvaltningsprincipper, mens det nuværende system er planøkonomisk.